# Herbert Müller (Rennfahrer)

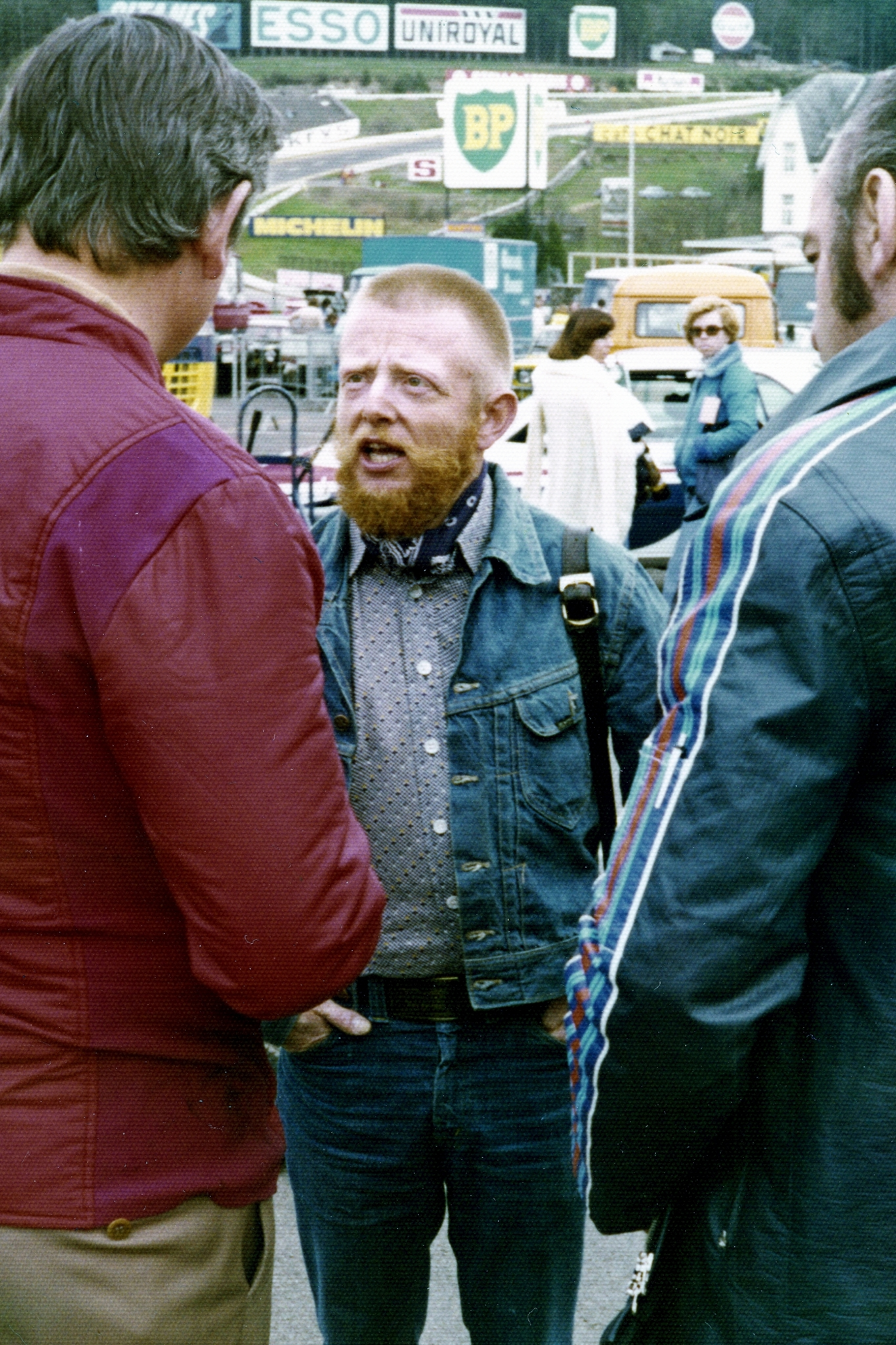
Herbert Müller im Mai 1975 im belgischen Spa-Francorchamps

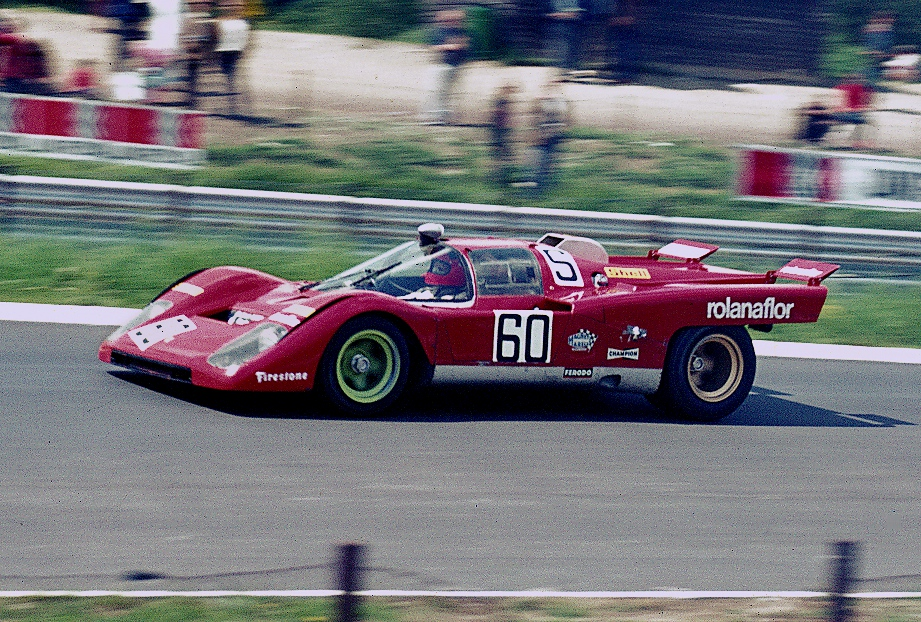
Müller 1971 im Ferrari 512M

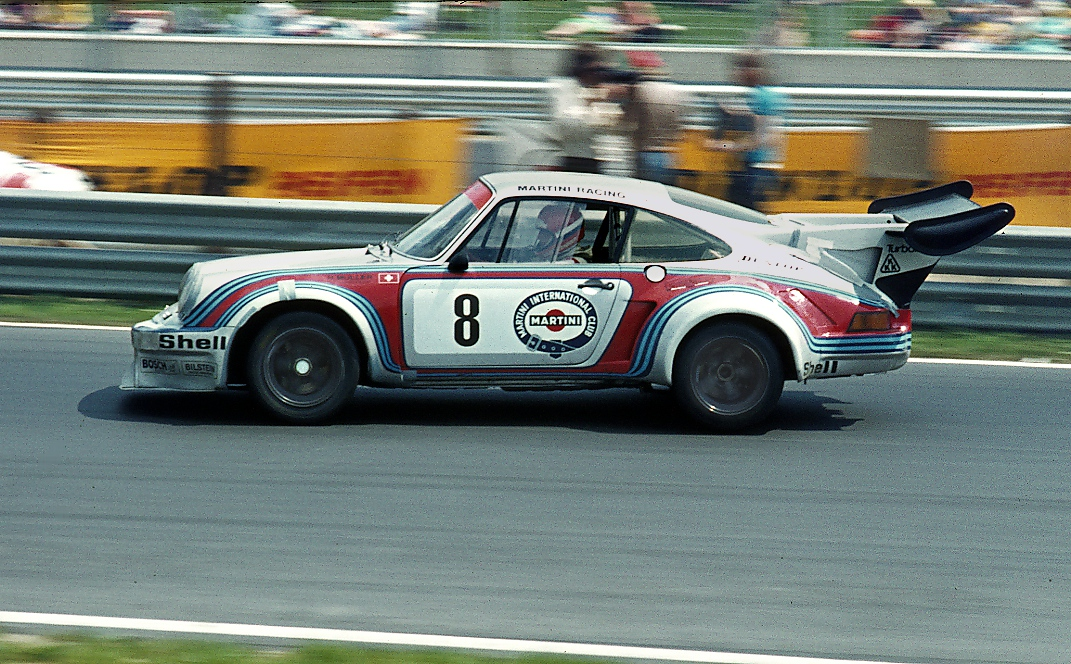
Porsche RSR von Müller/van Lennep beim 1000-km-Rennen auf dem Nürburgring 1974, am Steuer Gijs van Lennep

Herbert Müller (* 11. Mai 1940 in Menziken, Schweiz; † 24. Mai 1981 auf dem Nürburgring) war ein Schweizer Auto- und Motorradrennfahrer. Sein allseits bekannter Spitzname war „Stumpen-Herbie“, den man ihm wegen seines häufigen Zigarren-Konsums verpasst hat.

## Leben und Sportkarriere
Herbert Müller war das älteste von drei Kindern der Eheleute Arthur und Gertrud Müller in Menziken im Aargau. Nach dem Besuch der Schulen in seinem Heimatort und in Reinach AG sowie einem einjährigen Sprachaufenthalt in Montreux machte er eine Lehre zum Galvaniseur im elterlichen Metallveredelungsbetrieb in Reinach. Nach Ableistung des Militärdienstes im Jahr 1960 heiratete er; 1961 wurde der Sohn geboren. 1960 fuhr er in Ollon-Villars mit Unterstützung des Vaters sein erstes Rennen in der Formel 3 und belegte Rang 4. Der Wagen war ein Cooper-Norton. Erste Rennerfahrungen hatte er auf dem Motorrad gemacht. In der Formel 1 startete er 1963 beim nicht zur Weltmeisterschaft zählenden Großen Preis von Pau, konzentrierte sich danach jedoch auf Sportwagen.
Als der Vater 1964 starb, übernahm Herbert Müller den Betrieb, den er zum Autohandel ausbaute. Zunächst betrieb er eine Verkaufsstelle für AC Cobra, Ferrari und Lamborghini, bevor er 1970 eine BMW-Vertretung und 1976 die Vertretung von VW übernahm. 1968 hatte er die Betriebsstätte neu gebaut und um das Autohaus erweitert.
Nach der Übernahme des Betriebs nannte sich Müller als Rennfahrer „professioneller Amateur“, der sich sowohl um das Geschäft und seine Familie wie auch um die Sportkarriere kümmerte. Werksverträge mit Ferrari und Porsche schlug er aus und fuhr weiter für die Schweizer Scuderia Filipinetti, von der er sich jedoch 1970 trennte. Anschließend gründete er ein eigenes Team. Außerdem fuhr er für andere Privatteams und vereinzelt für Porsche.
Der erste Platz bei der Targa Florio im Jahr 1966 mit Willy Mairesse auf einem Porsche 906 der Scuderia Filipinetti war sein erster großer Sieg. Er wiederholte ihn 1973 mit Gijs van Lennep auf einem Porsche 911 Carrera RSR. Es folgten viele weitere Siege bei wichtigen Rennen, Müller wurde Meister der Interserie 1974 auf Porsche 917/30, 1975 auf Porsche 917/30 und Porsche 908/3 Turbo sowie 1976 auf Sauber C5-BMW. Ab 1977 fuhr Herbert Müller nur noch vereinzelt Rennen in verschiedenen Sport- und GT-Wagen, hauptsächlich bei Langstreckenrennen.
Auch bei Bergrennen war Müller erfolgreich. So konnte er in den Jahren 1963 und 1965 die Europa-Bergmeisterschaft für GT-Fahrzeuge gewinnen.
Müller leistete während seiner Rennkarriere oft Bemerkenswertes; so zum Beispiel bei der Targa Florio 1967, als er auf einem Ferrari 412P mit 37:09:000 Minuten bzw. 116,285 km/h die schnellste Rennrunde fuhr. Auch durch seine Aufholjagd bei der Targa Florio 1969, in der er mit dem schweren und vollgetankten Lola T 70 in seiner ersten Runde 65 Konkurrenten überholte und nahezu genauso schnelle Zeiten fuhr wie der in Führung liegende Porsche 908/2 von Gerhard Mitter/Udo Schütz, wurde er zum Publikumsliebling.
Beim Start zum Interserie-Rennen auf dem Nürburgring 1972 verunglückte Müller schwer und zog sich Verbrennungen an Händen, Füßen und im Gesicht zu. Der Wagen eines Konkurrenten stellte sich quer, rammte Müllers Ferrari, der sich dadurch überschlug, auf die Leitplanke flog und Feuer fing. Nach etwa 15 Sekunden konnte er sich aus dem Wagen befreien und brennend weglaufen; Feuerwehrleute erstickten die Flammen.
Am 24. Mai 1981 kam Müller beim 1000-km-Rennen auf dem Nürburgring ums Leben. Im Streckenabschnitt Kesselchen (zwischen Kilometer 11 und 12) prallte sein Porsche 908/3 auf den neben der Piste abgestellten, noch fast vollgetankten Porsche 935 von Bobby Rahal. Beide Wagen gingen in Flammen auf und Müller verbrannte in seinem Fahrzeug. Es wird angenommen, dass er sich bei dem Aufprall bereits schwer verletzt hatte, da er offenbar nicht versuchte, sich selbst aus dem Fahrzeug zu befreien. Auch Ärzte bestätigten später die Vermutung, der Todeszeitpunkt sei während des Aufpralls gewesen. Vor dem Rennstart soll Müller geäußert haben, mit diesem Rennen seine Karriere beenden zu wollen.

## Erfolge (Auswahl)
- 1966: 1000-km-Rennen von Monza – 3. Platz
- 1966: Targa Florio – 1. Platz
- 1971: 24 Stunden von Le Mans – 2. Platz
- 1973: Targa Florio – 1. Platz
- 1974: 24 Stunden von Le Mans – 2. Platz
- 1974: 6-Stunden-Rennen von Watkins Glen – 2. Platz
- 1975: 1000-km-Rennen auf dem Nürburgring – 3. Platz, zusammen mit Leo Kinnunen auf Porsche 908/3

## Statistik

### Le-Mans-Ergebnisse
| Jahr | Team                         | Fahrzeug                | Teamkollege         | Teamkollege    | Platzierung            | Ausfallgrund         |
| ---- | ---------------------------- | ----------------------- | ------------------- | -------------- | ---------------------- | -------------------- |
| 1964 | Scuderia Filipinetti         | Porsche 904/4 GTS       | Jean Sage           |                | Rang 11                |                      |
| 1965 | Scuderia Filipinetti         | Ford GT40               | Ronnie Bucknam      |                | Ausfall                | überhitzter Zylinder |
| 1966 | Scuderia Filipinetti         | Ferrari 365P2           | Willy Mairesse      |                | Ausfall                | Getriebeschaden      |
| 1967 | Scuderia Filipinetti         | Ferrari 412P            | Jean Guichet        |                | Ausfall                | Kolbenschaden        |
| 1968 | Scuderia Filipinetti         | Ferrari 250LM           | Jonathan Williams   |                | Ausfall                | Radlagerschaden      |
| 1969 | Equipe Matra Elf             | Matra MS630/650         | Johnny Servoz-Gavin |                | Ausfall                | Elektrik             |
| 1970 | Scuderia Filipinetti         | Ferrari 512S            | Mike Parkes         |                | Ausfall                | Unfall               |
| 1971 | John Wyer Automotive         | Porsche 917             | Richard Attwood     |                | Rang 2                 |                      |
| 1972 | Escuderia Monntjuich         | De Tomaso Pantera       | Cox Kocher          |                | Ausfall                | Zylinder überhitzt   |
| 1973 | Martini Racing Team          | Porsche 911 Carrera RSR | Gijs van Lennep     |                | Rang 4                 |                      |
| 1974 | Martini Racing Team          | Porsche 911 Carrera RSR | Gijs van Lennep     |                | Rang 2                 |                      |
| 1978 | Haberthur Meccarillos Racing | Porsche 935/76          | Claude Haldi        | Nick McGranger | Ausfall                | Getriebeschaden      |
| 1979 | Lubrifilm Racing Team        | Porsche 934             | Angelo Pallavicini  | Marco Vanoli   | Rang 4 und Klassensieg |                      |

### Sebring-Ergebnisse
| Jahr | Team                 | Fahrzeug          | Teamkollege  | Platzierung | Ausfallgrund |
| ---- | -------------------- | ----------------- | ------------ | ----------- | ------------ |
| 1967 | Scuderia Filipinetti | Ferrari Dino 206S | Günter Klass | Ausfall     | Aufhängung   |

### Einzelergebnisse in der Sportwagen-Weltmeisterschaft
| Saison | Team                                             | Rennwagen                                                       | 1   | 2   | 3   | 4   | 5   | 6   | 7   | 8   | 9   | 10  | 11  | 12  | 13  | 14  | 15  | 16  | 17  | 18  | 19  | 20  | 21  | 22  |
| ------ | ------------------------------------------------ | --------------------------------------------------------------- | --- | --- | --- | --- | --- | --- | --- | --- | --- | --- | --- | --- | --- | --- | --- | --- | --- | --- | --- | --- | --- | --- |
| 1962   | Heini Walter                                     | Porsche 718                                                     | DAY | SEB | SEB | MAI | TAR | BER | NÜR | LEM | TAV | CCA | RTT | NÜR | BRI | BRI | PAR |     |     |     |     |     |     |     |
| 1962   | Heini Walter                                     | Porsche 718                                                     |     |     |     | DNF |     |     |     |     |     |     |     |     |     |     |     |     |     |     |     |     |     |     |
| 1963   | Scuderia Filipinetti Abarth                      | Ferrari 250 GTO Porsche 356 Chevrolet Impala                    | DAY | SEB | SEB | TAR | SPA | MAI | NÜR | CON | ROS | LEM | MON | WIS | TAV | FRE | CCE | RTT | OVI | NÜR | MON | MON | TDF | BRI |
| 1963   | Scuderia Filipinetti Abarth                      | Ferrari 250 GTO Porsche 356 Chevrolet Impala                    |     |     |     |     |     |     | DNF |     | 5   |     |     |     |     | 4   |     |     | 6   |     |     |     | DNF |     |
| 1964   | Scuderia Filipinetti                             | Porsche 904                                                     | DAY | SEB | TAR | MON | SPA | CON | NÜR | ROS | LEM | REI | FRE | CCE | RTT | SIM | NÜR | MON | TDF | BRI | BRI | PAR |     |     |
| 1964   | Scuderia Filipinetti                             | Porsche 904                                                     |     |     | DNF |     | 14  |     | 6   | 2   | 11  | 12  | 3   |     |     | 2   |     |     | DNF |     |     |     |     |     |
| 1965   | Scuderia Filipinetti Porsche                     | Ferrari 365P2 Ferrari 250LM Porsche 904 Ford GT40               | DAY | SEB | BOL | MON | MON | RTT | TAR | SPA | NÜR | MUG | ROS | LEM | REI | BOZ | FRE | CCE | OVI | NÜR | BRI | BRI |     |     |
| 1965   | Scuderia Filipinetti Porsche                     | Ferrari 365P2 Ferrari 250LM Porsche 904 Ford GT40               |     |     |     |     | DNF |     |     |     | 22  |     | 2   | DNF |     |     | DNF |     | 8   |     |     |     |     |     |
| 1966   | Scuderia Filipinetti Abarth                      | Ford GT40 Porsche 906 Ferrari 250LM Ferrari 365P2 Abarth 1000SP | DAY | SEB | MON | TAR | SPA | NÜR | LEM | MUG | CCE | HOK | SIM | NÜR | ZEL |     |     |     |     |     |     |     |     |     |
| 1966   | Scuderia Filipinetti Abarth                      | Ford GT40 Porsche 906 Ferrari 250LM Ferrari 365P2 Abarth 1000SP |     |     | 3   | 1   | DNF | 9   | DNF |     |     |     |     | 3   |     |     |     |     |     |     |     |     |     |     |
| 1967   | Scuderia Filipinetti                             | Ferrari Dino 206S Ferrari 412P                                  | DAY | SEB | MON | SPA | TAR | NÜR | LEM | HOK | MUG | BRH | CCE | ZEL | OVI | NÜR |     |     |     |     |     |     |     |     |
| 1967   | Scuderia Filipinetti                             | Ferrari Dino 206S Ferrari 412P                                  |     | DNF | 4   |     | DNF |     | DNF |     | DNF |     |     |     | 5   |     |     |     |     |     |     |     |     |     |
| 1968   | Scuderia Filipinetti                             | Ferrari 250LM                                                   | DAY | SEB | BRH | MON | TAR | NÜR | SPA | WAT | ZEL | LEM |     |     |     |     |     |     |     |     |     |     |     |     |
| 1968   | Scuderia Filipinetti                             | Ferrari 250LM                                                   |     |     |     |     |     |     | DNF |     |     |     |     |     |     |     |     |     |     |     |     |     |     |     |
| 1969   | Scuderia Filipinetti Ecurie Bonnier Matra        | Lola T70 Matra MS630                                            | DAY | SEB | BRH | MON | TAR | SPA | NÜR | LEM | WAT | ZEL |     |     |     |     |     |     |     |     |     |     |     |     |
| 1969   | Scuderia Filipinetti Ecurie Bonnier Matra        | Lola T70 Matra MS630                                            |     |     | 20  | DNF | DNF | 5   | DNF | DNF | DNF | 2   |     |     |     |     |     |     |     |     |     |     |     |     |
| 1970   | Scuderia Filipinetti                             | Ferrari 512S                                                    | DAY | SEB | BRH | MON | TAR | SPA | NÜR | LEM | WAT | ZEL |     |     |     |     |     |     |     |     |     |     |     |     |
| 1970   | Scuderia Filipinetti                             | Ferrari 512S                                                    |     |     | 13  | 8   | 6   |     | 4   | DNF |     |     |     |     |     |     |     |     |     |     |     |     |     |     |
| 1971   | Herbert Müller Racing J. W. Automotive           | Ferrari 512M Porsche 908 Porsche 917                            | BUA | DAY | SEB | BRH | MON | SPA | TAR | NÜR | LEM | ZEL | WAT |     |     |     |     |     |     |     |     |     |     |     |
| 1971   | Herbert Müller Racing J. W. Automotive           | Ferrari 512M Porsche 908 Porsche 917                            |     |     |     | 4   | 6   | 15  | DNF | DNF | 2   | DNF | DNF |     |     |     |     |     |     |     |     |     |     |     |
| 1972   | Herbert Müller Escuderia Monntjuich              | De Tomaso Pantera                                               | BUA | DAY | SEB | BRH | MON | SPA | TAR | NÜR | LEM | ZEL | WAT |     |     |     |     |     |     |     |     |     |     |     |
| 1972   | Herbert Müller Escuderia Monntjuich              | De Tomaso Pantera                                               |     |     |     |     | DNF | DNF |     |     | DNF |     |     |     |     |     |     |     |     |     |     |     |     |     |
| 1973   | Porsche                                          | Porsche Carrera RSR                                             | DAY | VAL | DIJ | MON | SPA | TAR | NÜR | LEM | ZEL | WAT |     |     |     |     |     |     |     |     |     |     |     |     |
| 1973   | Porsche                                          | Porsche Carrera RSR                                             |     | 8   | 9   | DNF | 5   | 1   | 5   | 4   | 8   |     |     |     |     |     |     |     |     |     |     |     |     |     |
| 1974   | Porsche Joest Racing                             | Porsche Carrera RSR Porsche 908                                 | MON | SPA | NÜR | IMO | LEM | ZEL | WAT | LEC | BRH | KYA |     |     |     |     |     |     |     |     |     |     |     |     |
| 1974   | Porsche Joest Racing                             | Porsche Carrera RSR Porsche 908                                 | 5   | 3   | 6   | DNF | 2   | 6   | 2   | 7   | 5   | DNF |     |     |     |     |     |     |     |     |     |     |     |     |
| 1975   | Dannesberger                                     | Porsche 908                                                     | DAY | MUG | DIJ | MON | SPA | PER | NÜR | ZEL | WAT |     |     |     |     |     |     |     |     |     |     |     |     |     |
| 1975   | Dannesberger                                     | Porsche 908                                                     |     | 3   | 9   | DNF | DNF | 7   | 3   | 9   |     |     |     |     |     |     |     |     |     |     |     |     |     |     |
| 1976   | Sauber Tebernum Racing Rister S.A. Dorset Racing | Sauber C5 Porsche 934 Lola T294                                 | MUG | VAL | NÜR | MON | SIL | IMO | NÜR | ZEL | PER | WAT | MOS | DIJ | DIJ | SAL |     |     |     |     |     |     |     |     |
| 1976   | Sauber Tebernum Racing Rister S.A. Dorset Racing | Sauber C5 Porsche 934 Lola T294                                 |     |     |     | DNF |     | DNF | DNF |     | DNF |     |     | 5   | 8   |     |     |     |     |     |     |     |     |     |
| 1977   | Formel Rennsport Herbert Müller                  | Chevron B21/23 March 75S                                        | DAY | MUG | DIJ | MON | SIL | NÜR | VAL | PER | WAT | EST | LEC | MOS | IMO | SAL | BRH | HOK | VAL |     |     |     |     |     |
| 1977   | Formel Rennsport Herbert Müller                  | Chevron B21/23 March 75S                                        |     |     | 7   |     |     |     |     |     |     |     |     |     |     | 5   |     |     |     |     |     |     |     |     |
| 1978   | Meccarillos Racing                               | Porsche 935                                                     | DAY | SEB | MUG | TAL | DIJ | SIL | NÜR | LEM | MIS | DAY | WAT | VAL | ROD |     |     |     |     |     |     |     |     |     |
| 1978   | Meccarillos Racing                               | Porsche 935                                                     |     |     | 4   |     | DNF | DNF | 36  | DNF |     |     |     |     |     |     |     |     |     |     |     |     |     |     |
| 1979   | Jan Lundgardh Lubrifilm Racing                   | Porsche 935 Porsche 934                                         | DAY | SEB | MUG | TAL | DIJ | RIV | SIL | NÜR | LEM | PER | DAY | WAT | SPA | BRH | ROA | VAL | ELS |     |     |     |     |     |
| 1979   | Jan Lundgardh Lubrifilm Racing                   | Porsche 935 Porsche 934                                         |     |     | DNF |     |     |     |     |     | 4   |     |     |     |     |     |     |     |     |     |     |     |     |     |
| 1980   | Lubrifilm Racing Siegfried Brunn                 | Porsche 934 Porsche 908                                         | DAY | BRH | SEB | MUG | MON | RIV | SIL | NÜR | LEM | DAY | WAT | SPA | MOS | ROA | VAL | DIJ |     |     |     |     |     |     |
| 1980   | Lubrifilm Racing Siegfried Brunn                 | Porsche 934 Porsche 908                                         |     | 8   |     |     | 13  |     |     | 12  |     |     |     |     |     |     |     |     |     |     |     |     |     |     |
| 1981   | Siegfried Brunn                                  | Porsche 908                                                     | DAY | SEB | MUG | MON | RIV | SIL | NÜR | LEM | PER | DAY | WAT | SPA | MOS | ROA | BRH |     |     |     |     |     |     |     |
| 1981   | Siegfried Brunn                                  | Porsche 908                                                     |     |     |     | DNF |     |     |     |     |     |     |     |     |     |     |     |     |     |     |     |     |     |     |